# Olyreae
Olyreae Martinov, 1820 è una tribù di monocotiledoni appartenente alla famiglia delle Poacee (sottofamiglia Bambusoideae).

## Etimologia
Il nome della tribù deriva dal suo genere tipo Olyra L. la cui etimologia fa riferimento ad una parola greco-antica (olura), un vecchio nome di un tipo di grano o di farro. Il nome scientifico della tribù è stato definito dal botanico russo Ivan Ivanovič Martinov (1771 – 1833) nella pubblicazione "Tekhno-Botanicheskii Slovar': na latinskom i rossiiskom i?azykakh. Sanktpeterburgie" (Tekhno-Bot. Slovar: 436. 3 Aug 1820.) del 1820.

## Descrizione

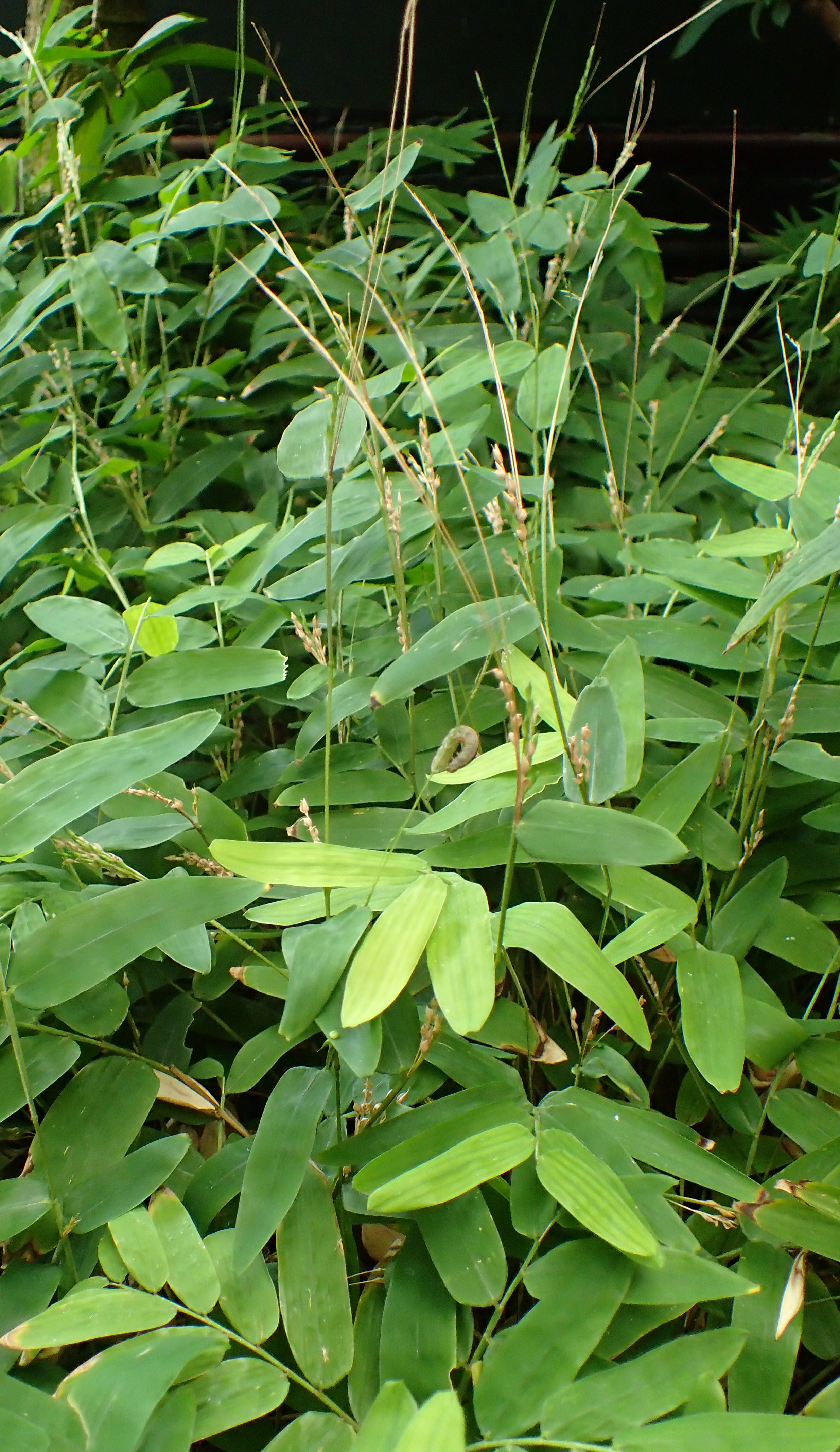
Il portamento
Raddia brasiliensis
(Sottotribù Olyrinae)

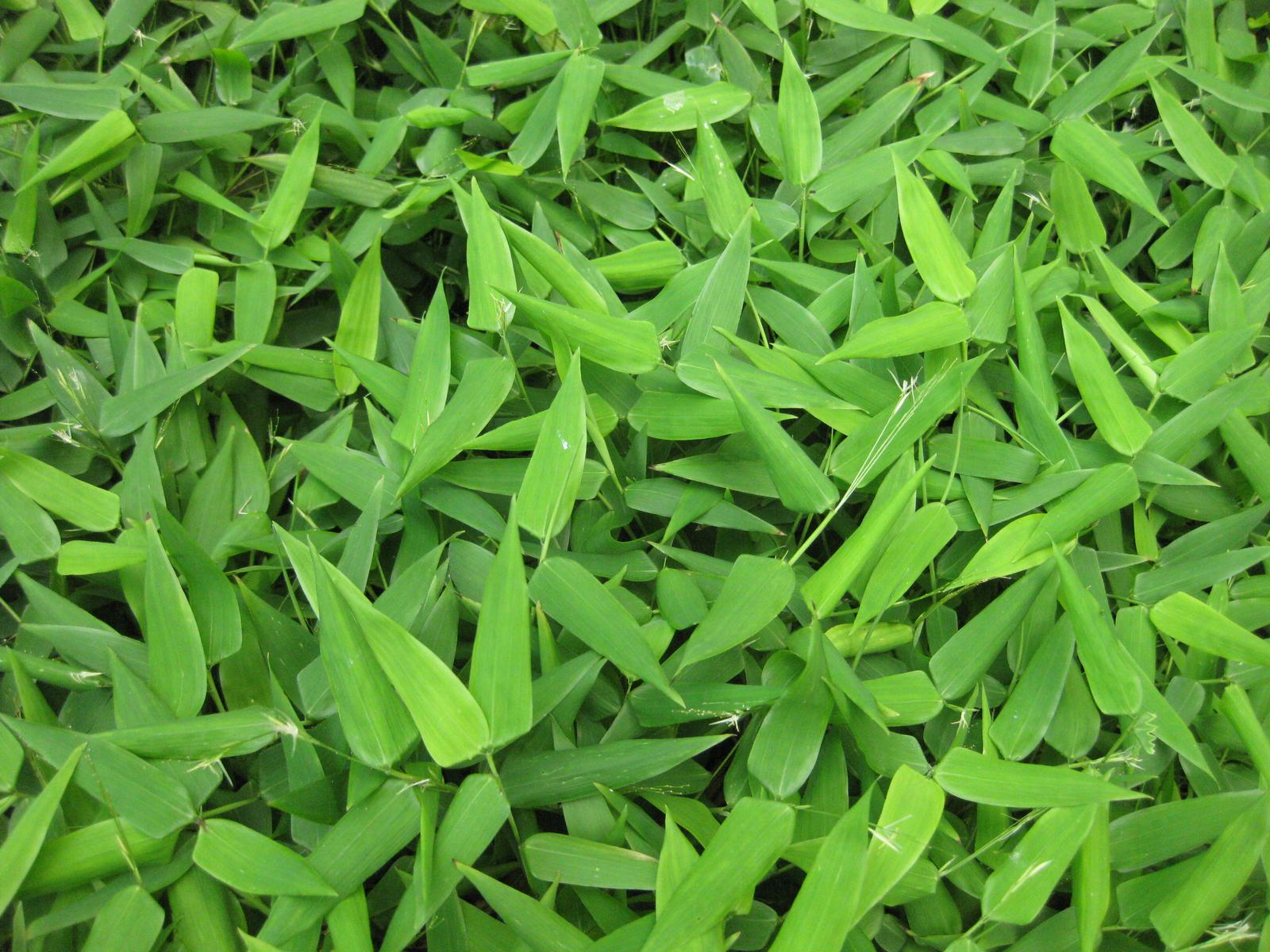
Le foglie
Lithachne
(Sottotribù Olyrinae)

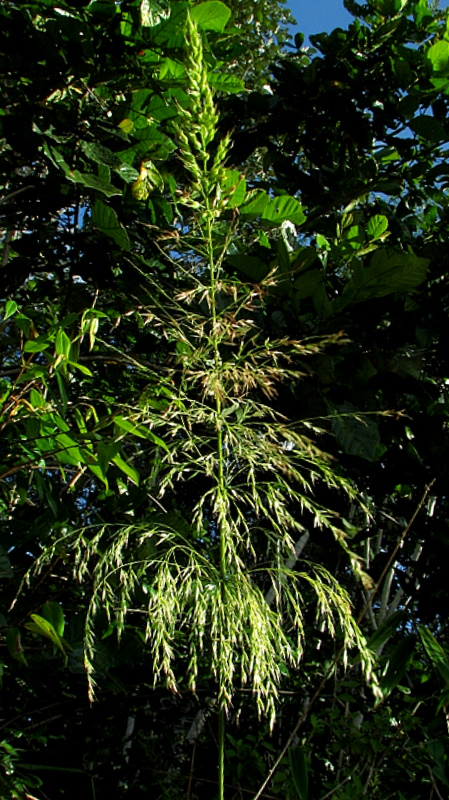
Infiorescenza
Parodiolyra micrantha
(Sottotribù Olyrinae)

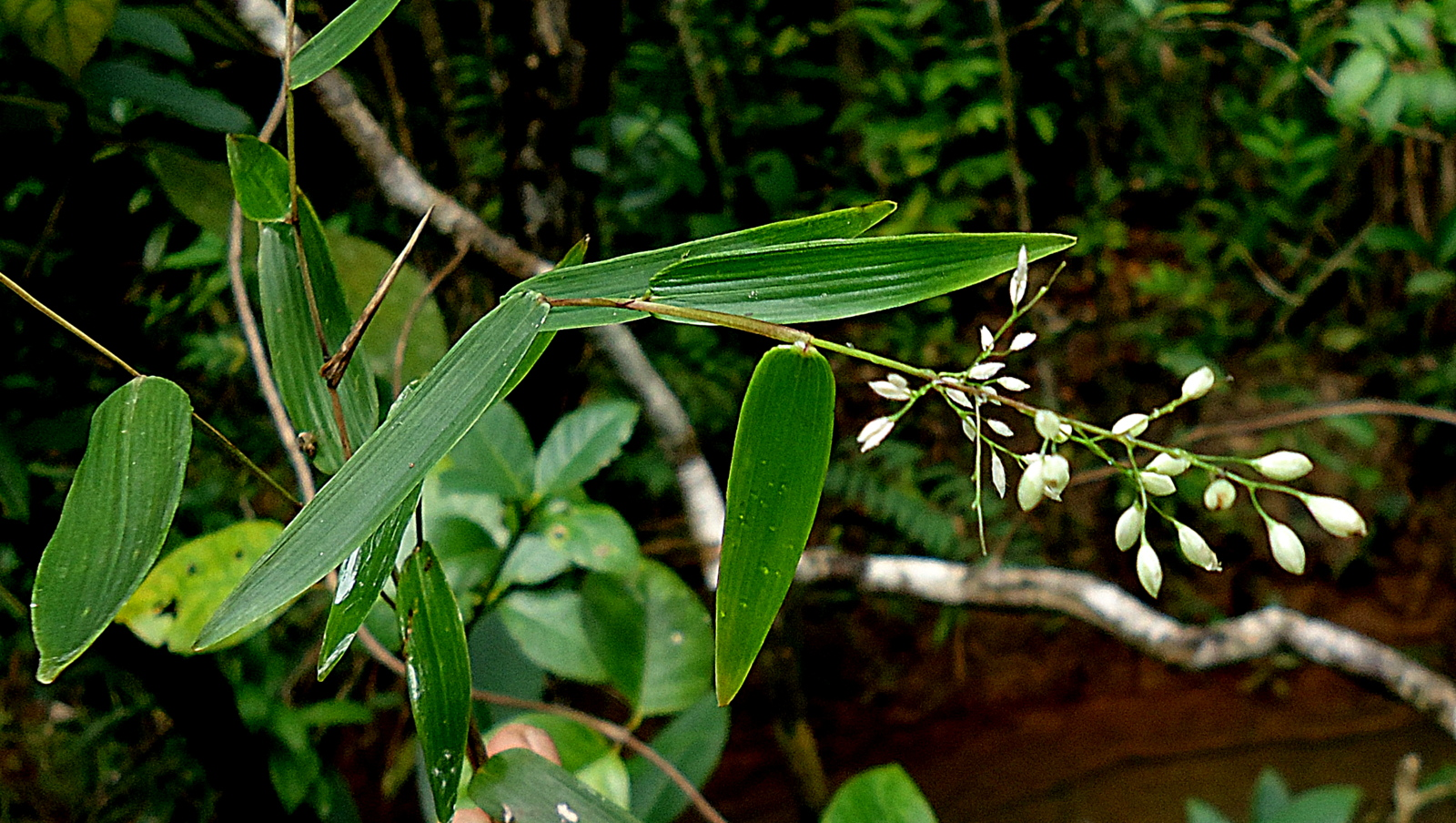
I fiori
Parodiolyra ramosissima
(Sottotribù Olyrinae)

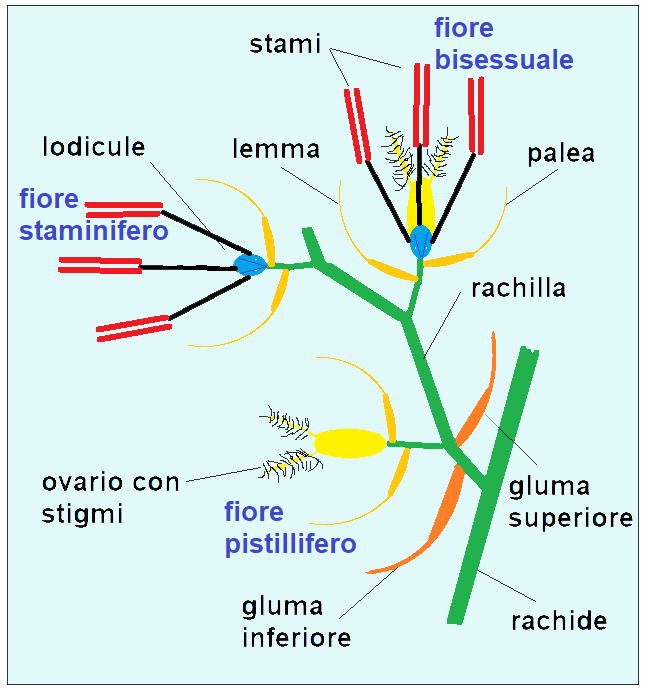
Spighetta generica con tre fiori diversi

### Portamento
Il portamento delle specie di questa sottotribù è perenne erbaceo o cespitoso (massima altezza 3 - 6 metri in Olyra - sottotribù Olyrinae), eretto o rampicante. Spesso queste piante sono legnose. In alcune specie sono presenti dei culmi vegetativi con fogliame a foglie multiple e culmi fioriti (fertili) con poche foglie (anche con lamine mancanti). In altre i culmi sono dimorfici. I nodi sono gonfi; gli internodi sono affusolati. In alcune specie i rami laterali sono scarsi.

### Foglie
Le foglie lungo il culmo sono disposte in modo alterno, sono distiche e si originano dai vari nodi. Sono composte da una guaina, una ligula e una lamina. Le venature sono parallelinervie. Le foglie del fogliame solitamente non si differenziano dalle foglie del culmo. Nelle foglie di alcune specie sono presenti dei corpi di silice a forma di croce.
- Ligule: le ligule in genere sono prive di padiglioni auricolari e fimbrie a parte la zona superiore in alcuni generi. Le ligule possono essere membranose e cigliate. La ligula esterna non è presente.
- Guaine: nella sottotribù Olyrinae le guaine del fogliame sono prive di fimbrie, mentre nella sottotribù Parianinae al vertice delle guaine spesso sono presenti delle fimbrie.
- Foglie del culmo: la forma della lamina può essere lineare o lanceolata o ellittica o oblunga o ovata. In Eremitis (sottotribù Parianinae) le papille sulle superfici adiassali delle foglie rifrangono la luce e creano una iridescenza blu (potrebbe essere un adattamento all'ombra).[1]
- Foglie del fogliame: le foglie del fogliame solitamente non si differenziano dalle foglie del culmo.

### Infiorescenza
- Infiorescenza principale (sinfiorescenza o semplicemente spiga): le infiorescenze, ascellari e terminali, per lo più ramificate, sono panicolate oppure racemose. Talvolta le spighette si trovano su un culmo senza foglie separato dal culmo vegetativo. Spesso le piante sono monoiche: ogni pianta ha spighette pistillifere (femminili) e spighette staminali (maschili) separate. In genere le femminili, in posizione terminale, sono grandi, quelle maschili, in posizione prossimale, sono piccole.
- Spighette femminili (pistillifere): sono grandi con l'apice del pedicello generalmente largo e a forma di clava indurita e sono avvolte dalla spirale delle spighette staminali.
- Spighette maschili (staminali): sono piccole e avvolgono a spirale quelle femminili (a volte i pedicelli sono fusi insieme).
- Infiorescenza secondaria (o spighetta): le spighette, compresse dorsoventralmente, sono formate da un solo fiore senza estensione della rachilla e sono sottese da due brattee chiamate glume (inferiore e superiore). Alla base di ogni fiore sono presenti due brattee: la palea e il lemma. La disarticolazione avviene ai nodi delle rachille che cadono con il fiore.
- Glume: le glume generalmente sono più grandi dei fiori ed hanno delle punte rigide e lunghe. Nelle spighette staminali le glume a volte sono assenti.
- Palee: nelle spighette pistillifere le palee sono indurite (o membranose).
- Lemmi: nelle spighette staminali i lemmi sono induriti (o membranosi) e a volte sono assenti.

I fiori fertili sono attinomorfi formati da 3 verticilli: perianzio ridotto, androceo e gineceo.
- Formula fiorale:[6]

- , P 2, A (1-)3(-6), G (2–3) supero, cariosside.

- Il perianzio è ridotto e formato da tre lodicule, delle squame, poco visibili (forse relitto di un verticillo di 3 sepali). Le lodicule possono anche essere assenti.
- L'androceo è composto da 3 stami (raramente 2) ognuno con un breve filamento libero (ma anche tutti fusi insieme), una antera e due teche. Le antere sono basifisse con deiscenza laterale. Il polline è monoporato. Se il fiore è solo femminile allora possono essere presenti alcuni staminoidi. In Pariana (sottotribù Parianinae) gli stami sono numerosi (multipli di 6 fino a 36).
- Il gineceo è composto da 3 - (2) carpelli connati formanti un ovario supero. L'ovario, glabro, ha un solo loculo con un solo ovulo subapicale (o quasi basale). L'ovulo è anfitropo e semianatropo e tenuinucellato o crassinucellato. Lo stilo, breve, è unico con due - tre stigmi.

### Frutti
I frutti sono del tipo cariosside, ossia sono dei piccoli chicchi indeiscenti, ovoidali o subglobosi, nei quali il pericarpo è formato da una sottile parete che circonda il singolo seme. In particolare il pericarpo, carnoso e succulento, è fuso al seme ed è aderente. L'endocarpo non è indurito e l'ilo è lungo e lineare. L'embrione è provvisto di epiblasto. I margini embrionali della foglia si sovrappongono. La fessura scutellare è assente.

## Biologia
- Impollinazione: in generale le erbe delle Poaceae sono impollinate in modo anemogamo. Gli stigmi piumosi sono una caratteristica importante per catturare meglio il polline aereo. Alcune specie di Olyra (sottotribù Olyrinae) sono visitate e possibilmente impollinate dagli insetti.[1]
- Riproduzione: la fecondazione avviene fondamentalmente tramite l'impollinazione dei fiori (vedi sopra). Si presume che i fiori del genere Pariana (sottotribù Parianinae) siano impollinati da insetti in quanto i vistosi stami gialli o bianchi delle spighette maschili facilitano l'impollinazione entomogama (insetti delle famiglie Phoridae e Cecidomyiidae).[12]
- Dispersione: i semi cadendo (dopo aver eventualmente percorso alcuni metri a causa del vento – dispersione anemocora) a terra sono dispersi soprattutto da insetti tipo formiche. In diverse specie negli internodi delle rachille sono contenuti oli (elaisomi, sostanze ricche di grassi, proteine e zuccheri) che attraggono le formiche e favoriscono la dispersione mirmecoria.[12]

## Distribuzione e habitat
La quasi totalità delle specie di questa tribù è diffusa nelle zone tropicali e subtropicali dell'America Latina. Una sola specie, Buergersiochloa bambusoides è nativa delle foreste pluviali della Nuova Guinea.

## Tassonomia
La famiglia delle Poacee comprende circa 800 generi e oltre 9.000 specie. È una delle famiglie più numerose e più importanti del gruppo delle monocotiledoni. La famiglia è suddivisa in 12 sottofamiglie, la tribù Olyreae fa parte della sottofamiglia Bambusoideae.

### Sottotribù
La tribù si compone di 3 sottotribù con 24 generi e 147 specie:
- Sottotribù Buergersiochloinae L.G.Clark & Judz, 2007
  - Buergersiochloa Pilg. (1 specie)
- Sottotribù Olyrinae Kromb., 1875 
  - Agnesia Zuloaga & Judz. (1 sp.)
  - Arberella Soderstr. & C.E.Calderón (7 spp.)
  - Brasilochloa R.P.Oliveira & L.G.Clark (1 sp.)
  - Cryptochloa Swallen (9 spp.)
  - Diandrolyra Stapf (3 spp.)
  - Ekmanochloa Hitchc. (2 spp.)
  - Froesiochloa G.A.Black (1 sp.)
  - Lithachne P.Beauv. (4 spp.)
  - Maclurolyra C.E.Calderón ex Soderstr. (1 sp.)
  - Mniochloa Chase (1 sp.)
  - Olyra L. (25 spp.)
  - Parodiolyra Soderstr. & Zuloaga (4 spp.)
  - Piresia Swallen (6 spp.)
  - Piresiella Judz., Zuloaga & Morrone (1 sp.)
  - Raddia Bertol. (9 spp.)
  - Raddiella Swallen (8 spp.)
  - Rehia Fijten (1 sp.)
  - Reitzia Swallen (1 sp.)
  - Sucrea Soderstr. (2 spp.)
  - Taquara I.L.C.Oliveira & R.P.Oliveira (2 spp.)
- Sottotribù Parianinae Hack., 1887 
  - Eremitis Döll (17 spp.)
  - Pariana Aubl. (37 spp.)
  - Parianella Hollowell, F.M.Ferreira & R.P.Oliveira (3 spp.)

### Filogenesi
All'interno della sottofamiglia la tribù Olyreae è riconosciuta come i "bambù erbacei" ed è "gruppo fratello" della tribù Bambuseae.
I dati morfologici e molecolari supportano la sottotribù Buergersiochloinae come "gruppo fratello" al resto della tribù (quest'ultima quindi è in posizione "basale"); inoltre Buergersiochloa è l'unico genere non distribuito nel Nuovo Mondo. Tutti gli altri generi condividono la sinapomorfia dei corpi di silice crenati e a forma di croce. Non esiste una sinapomorfia morfologica per questa tribù (mentre il numero cromosomico "base" 2n = 22 è sinapomorfico per questa tribù), sebbene lo stato monoico possa essere sinapomorfico all'interno del contesto della sottofamiglia e in tutti i casi la distribuzione dei sessi nell'infiorescenza può essere un criterio importante per distinguere i generi delle Olyreae.
Sinapomorfie relative alle sottotribù:
- Buergersiochloinae: gli steli fiorali hanno le foglie fortemente ridotte o del tutto mancanti. Inoltre la struttura epidermica delle foglie e l'anatomia delle loro parti interne sono insolite e non sono simili a quella delle altre specie delle Bambusoideae.
- Olyrinae: i lemmi e le palee delle spighette pistillifere sono induriti.
- Parianinae: nelle spighette pistillifere i lemmi e le glume sono induriti; le spighette terminali pistillifere sono avvolte a spirale dalle spighette staminali; i filamenti degli stami sono fusi insieme.

Il seguente cladogramma è tratto da uno degli ultimi studi (2017) su questa tribù.
|  | Buergersiochloinae                                      |
|  |                                                         |
|  | \| \| Parianinae \| \| \| \| \| \| Olyrinae \| \| \| \| |
|  |                                                         |
|  | Parianinae                                              |
|  |                                                         |
|  | Olyrinae                                                |
|  |                                                         |

|  | Parianinae |
|  |            |
|  | Olyrinae   |
|  |            |

Una stima dei tempi di divergenza tra la tribù Olyreae e Bambuseae varia da 40 a 38 milioni di anni fa; mentre lo sviluppo della tribù è concentrato soprattutto tra i 30 e 28 milioni di anni fa (sono state usate diverse strategie di calibrazione includendo anche informazioni fossili).